# Junkön
Junkön est une île de l'archipel de Luleå dans le comté de Norrbotten en Suède,,,.

## Île de Junkön
Junkön est une île située à environ 15 kilomètres à l'ouest du centre-ville de Luleå. 
Junkön a de vastes landes de pins, des petits marais, des plages et des forêts primaires. 
En été, des bateaux assurent la desserte de Junkön et en hiver, il y a une route de glace lorsque les conditions sont bonnes.
Junkön abrite une population résidente et, dans sa partie occidentale, un champ de tir appartenant aux forces armées suédoises. Plusieurs pêcheurs professionnels ont leur port d'attache à Junkön.
Une moitié de l'île est plus ou moins boisée et l'autre moitié est entièrement constituée de sable. 
Dans les forêts de Junkön, on trouve des pins âgés de plus de 200 ans.

## Histoire
Junkön est mentionné pour la première fois dans des documents en 1491. Selon la légende, l'île doit avoir été nommée d'après le Sami Junker qui possédait des rennes sur l'île et vivait sous un sapin où se trouve aujourd'hui le village. 
L'île a une population résidente depuis le 17ème siècle. Les bâtiments les plus anciens conservés de l'île comprennent la ferme Öqvist et un moulin, tous deux datant du XVIIIe siècle. 
Les insulaires vivaient de l'agriculture combinée à la pêche. 
En 1930, environ 34 à 40 personnes vivaient sur l'île. 
L'agriculture sur l'île a été progressivement disparu dans les années 1960.
Au recensement de 1960 (population au 1er novembre 1960), l'île comptait 14 habitants et couvrait une superficie de 11,88 km², dont 11,82 km² de terres.
En 2012, il y avait neuf résidents permanents sur l'île, qui avait alors une superficie de 13,06 km².

## Réserve naturelle de Junkön
Les forêts de Junkön servent à la fois de lieux de nidification et de repos pour une grande variété d'espèces d'oiseaux. 
Les fringillidés, les sylviidae et les géospizes pique-bois prospèrent sur l'île.
Les muscicapidés et les rougequeues à front blanc restent dans les zones de feuillus, tandis que le pipit des arbres choisit de construire son nid dans la forêt de bruyères. 
Les becs-croisés et les mésanges boréales prospèrent également dans la forêt de conifères, tandis que le bruant rustique et la bécassine des marais nichent dans les marais. 
À l'extérieur de la rive ouest de la réserve, de vastes zones de fonds argileux et sablonneux peu profonds sont exposées au-dessus du niveau de la mer à marée basse. 
Les échassiers et les canards qui se reposent et nichent peuvent y trouver de la nourriture.